# 漫游虫科
漫游虫科（学名：Litonotidae）是侧口目下的一个科。

## 下属分类
本科包括以下属：
- 亚册虫属 Acineria Dujardin, 1841
- Heminotus Kahl, 1933
- 漫游虫属 Litonotus Wresniowski, 1870